# Тиран-щебетун південний
Тиран-щебетун південний (Corythopis delalandi) — вид горобцеподібних птахів родини тиранових (Tyrannidae). Мешкає в Південній Америці. Вид названий на честь французького натураліста Пьєра-Антуана Делаланда..

## Поширення і екологія
Південні тирани-щебетуни поширені від східної Болівії і центральної Бразилії до східного Парагваю, південно-східної Бразилії і північно-західної та північно-східної Аргентини. Вони живуть в тропічних лісах, саванах серрадо та на болотах Пантаналу. Зустрічаються на висоті до 1200 м над рівнем моря.